# Gloeobotrydaceae
Famille
Les Gloeobotrydaceae sont une famille d'algues de l'embranchement des Ochrophyta  de la classe des Xanthophyceae et de l’ordre des  Mischococcales.

## Étymologie
Le nom vient du genre type Gloeobotrys, composé du préfixe gloe-, du grec γλοία / gloía, colle, (de glea, gelée) », et du suffixe grec βοτρυ / botry, «  petite grappe » ou βοτρυσ / botrys,  « grappe de raisin », en référence 
à l'habitus de cet organisme qui forme « des thalles coloniaux à cellules sphériques ou ellipsoïdes incluses dans un mucilage ».

## Description
A. Luther, en 1899, décrit ainsi le genre Chlorosaccus

« Cellules végétatives en colonies gélatineuses disposées en périphérie, à fines membranes ; (on observe) 2 à plusieurs chromatophores pariétaux (contre la paroi), en forme de disque, jaune-vert, avec des pyrénoïdes et dépourvus d'amidon. Un noyau central unique. Lors de leur division longitudinale simultanée, quatre cellules filles apparaissent, disposées de manière disjointe. La multiplication est « agamique » (sans gamètes) via des zoospores issues de cellules végétatives inchangées, monosymétriques, à deux cils, l'un long et allongé, l'autre plus court, généralement en position opposée, formant un thalle germinatif semblable au thalle maternel. Les cellules persistantes sont des akinètes (non mobiles). »

## Liste des genres
Selon AlgaeBase (2 avril 2022) :
- Asterogloea Pascher, 1930
- Chlorosaccus Luther, 1899
- Gaumiella Bourrelly, 1948
- Gloeobotrys Pascher, 1930  genre type
- Gloeoskene Fott, 1957
- Gloeosphaeridium Pascher, 1937, nom. inval.
- Merismogloea Pascher, 1938